# Емил Калешковски
Емил Калешковски (на македонска литературна норма: Емил Калешковски) е поет, преводач и разказвач от Северна Македония.

## Биография
Роден е в 1977 година в Скопие, тогава в Югославия. Публикува разкази и поезия в много литературни списания в Северна Македония. Калешовски публикува също така и преводи. Живее и работи в родния си град.

## Творчество
- „Сновиденија на разорениот ум“ (поезия, 1997),
- „Ру“ (поезия, 2001),
- „Сонцето понекогаш...“ (поезия, 2006).

Носител е на наградата Студентски збор за най-добра дебютантска стихосбирка за 1997 година. Част от поезията на Калешовски е преведена и на английски, румански, словенски, хръватски и други.